# Edward Akika
Edward Akika, né le 18 juillet 1941, est un athlète nigérian.

## Carrière
Edward Akika dispute le 110 mètres haies des Jeux olympiques d'été de 1964 à Tokyo, où il est éliminé en séries. Il est médaillé d'or du saut en longueur et médaillé d'argent du 110 mètres haies aux Jeux africains de 1965 à Brazzaville. 